# Audyt efektywności energetycznej
Audyt efektywności energetycznej – opracowanie zawierające analizę zużycia energii oraz określające stan techniczny obiektu, urządzenia technicznego lub instalacji, zawierające wykaz przedsięwzięć służących poprawie efektywności energetycznej obiektu, urządzenia technicznego lub instalacji, a także ocenę ich opłacalności ekonomicznej i możliwej do uzyskania oszczędności energii.
Audyty efektywności energetycznej zostały wprowadzone ustawą o efektywności energetycznej w 2011 r., zastąpionej ustawą o efektywności energetycznej z 2016 r.
Audyty efektywności energetycznej mają zastosowanie głównie w systemie białych certyfikatów (świadectw efektywności energetycznej). Określona w audycie oszczędność energii planowana do zaoszczędzenia średnio rocznie w wyniku realizacji przedsięwzięcia jest podstawą wniosku o wydanie przez Urząd Regulacji Energetyki białego certyfikatu dla tego przedsięwzięcia i określonej w certyfikacie jego wartości.
Po zrealizowaniu przedsięwzięcia wykonuje się audyt efektywności energetycznej potwierdzający uzyskanie planowanej oszczędności energii z zakończonego przedsięwzięcia. Audyt ten składany jest w Urzędzie Regulacji Energetyki wraz z zawiadomieniem o zakończeniu przedsięwzięcia. Ten audyt nie może być wykonany przez tę samą osobę, która wykonała audyt złożony wraz z wnioskiem o wydanie białego certyfikatu.
Zasady sporządzenia audytów i obliczania oszczędności energii zostały określone w Rozporządzeniu Ministra Energii, a rodzaje przedsięwzięć, których mogą dotyczyć audyty  określa obwieszczenie Ministra Energii.
Rozporządzenie określa także zasady weryfikacji audytów dokonywanej przez Urząd Regulacji Energetyki w ramach przeprowadzanej procedury wydania białego certyfikatu.
W ustawie z 2011 r. określono wymagania kwalifikacyjne dla audytorów efektywności energetycznej czyli osób sporządzających audyty. W ramach zmian wprowadzonych w  tej ustawie w 2012 r. wymagania kwalifikacyjne  zostały zniesione, zniesiono też  określenie „audytor efektywności energetycznej”. W ramach zmian ustawy z 2016 r. wprowadzonych w roku 2021 ponownie wprowadzono wymagania kwalifikacyjne dla osób sporządzających audyty efektywności energetycznej, bez określania tych osób jako audytorów.